# Fowsiyo Yusuf Haji Adan
Fowsiyo Yusuf Haji Adan (tiếng Somalia: Foosiya Yuusuf Xaaji Aadan, tiếng Ả Rập: فوزية يوسف حاجي عدن) là một chính trị gia Somalia. Từ ngày 4 tháng 11 năm 2012 đến ngày 17 tháng 1 năm 2014, bà giữ chức Bộ trưởng Bộ Ngoại giao và Phó Thủ tướng Somalia.

## Nghề nghiệp

### Bổ nhiệm
Vào ngày 4 tháng 11 năm 2012, Adan được Thủ tướng Abdi Farah Shirdon bổ nhiệm làm Bộ trưởng Ngoại giao Somalia. Bà là người phụ nữ đầu tiên được chọn cho vị trí này. Adan cũng được bổ nhiệm làm Phó Thủ tướng.

### Thu hồi tài sản
Vào tháng 11 năm 2012, chính quyền liên bang Somalia đã đưa ra yêu cầu chính thức lên Hội đồng Bảo an Liên Hợp Quốc về hỗ trợ thu hồi tài sản công và các quỹ đang được giữ ở nước ngoài. Các tài sản nhà nước đã bị đóng băng bởi chính quyền, tổ chức và công ty nước ngoài sau sự sụp đổ của chính quyền trung ương Somalia năm 1991 nhằm ngăn chặn việc sử dụng trái phép. Vào tháng 1 năm 2013, Adan và các thành viên khác trong Nội các được tái lập của Somalia đã bắt đầu quá trình đánh giá và thu hồi chính thức tài sản quốc gia Somalia, bao gồm các tàu và máy bay được cho là đang tọa lạc ở Ý, Đức và Yemen.

### Biên bản ghi nhớ
Vào cuối tháng 5 năm 2013, Adan và Bộ trưởng Ngoại giao của Các Tiểu vương quốc Ả Rập Thống nhất, ông Sheikh Abdullah bin Zayed Al Nahyan đã ký Biên bản ghi nhớ về hợp tác song phương. Thỏa thuận thiết lập lại quan hệ ngoại giao chính thức giữa Somalia và UAE, đồng thời tập trung vào các lĩnh vực chính trị, an ninh, kinh tế, đầu tư và phát triển. Ngoài ra, chính phủ Các Tiểu vương quốc tuyên bố sẽ mở lại đại sứ quán của mình tại Mogadishu.

### Thỏa thuận hợp tác
Vào tháng 8 năm 2013, sau cuộc họp với Phó Thủ tướng Trung Quốc Uông Dương, Adan tuyên bố rằng chính quyền Somalia mong muốn hợp tác với chính phủ Trung Quốc trong các lĩnh vực năng lượng, cơ sở hạ tầng, an ninh quốc gia và nông nghiệp, trong số những người khác. Uông Dương cũng ca ngợi tình hữu nghị truyền thống giữa cả hai quốc gia và khẳng định lại cam kết của Trung Quốc đối với tiến trình hòa bình ở Somalia. Vào tháng 9 năm 2013, cả hai chính phủ đã ký một thỏa thuận hợp tác chính thức tại Mogadishu như là một phần của kế hoạch phục hồi quốc gia năm năm ở Somalia. Hiệp ước sẽ chứng kiến chính quyền Trung Quốc tái thiết một số địa danh cơ sở hạ tầng chính ở thủ đô Somalia và các nơi khác, bao gồm Nhà hát Quốc gia, bệnh viện và Sân vận động Mogadishu, cũng như con đường giữa Galkayo và Burao ở phía bắc Somalia. Ngoài ra, đại sứ Trung Quốc Liu Guangyoun cũng chỉ ra rằng Trung Quốc sẽ mở lại đại sứ quán của mình tại Mogadishu trên vùng đất đã được chính phủ Somalia ban tặng nhằm mục đích này.

### Kết thúc nhiệm kỳ
Nhiệm kỳ của Adan là Bộ trưởng Bộ Ngoại giao và Phó Thủ tướng của Somalia kết thúc vào ngày 17 tháng 1 năm 2014, khi Thủ tướng mới Abdiweli Sheikh Ahmed bổ nhiệm Abdirahman Duale Beyle làm Bộ trưởng Bộ Ngoại giao và Ridwan Hirsi Mohamed làm Phó Thủ tướng.

### Tổng thống năm 2021
Năm 2021, Fawzia Yusuf H. Adam là ứng cử viên tổng thống vào ngày 10 tháng 10 năm 2021.